# 跨大西洋电报电缆

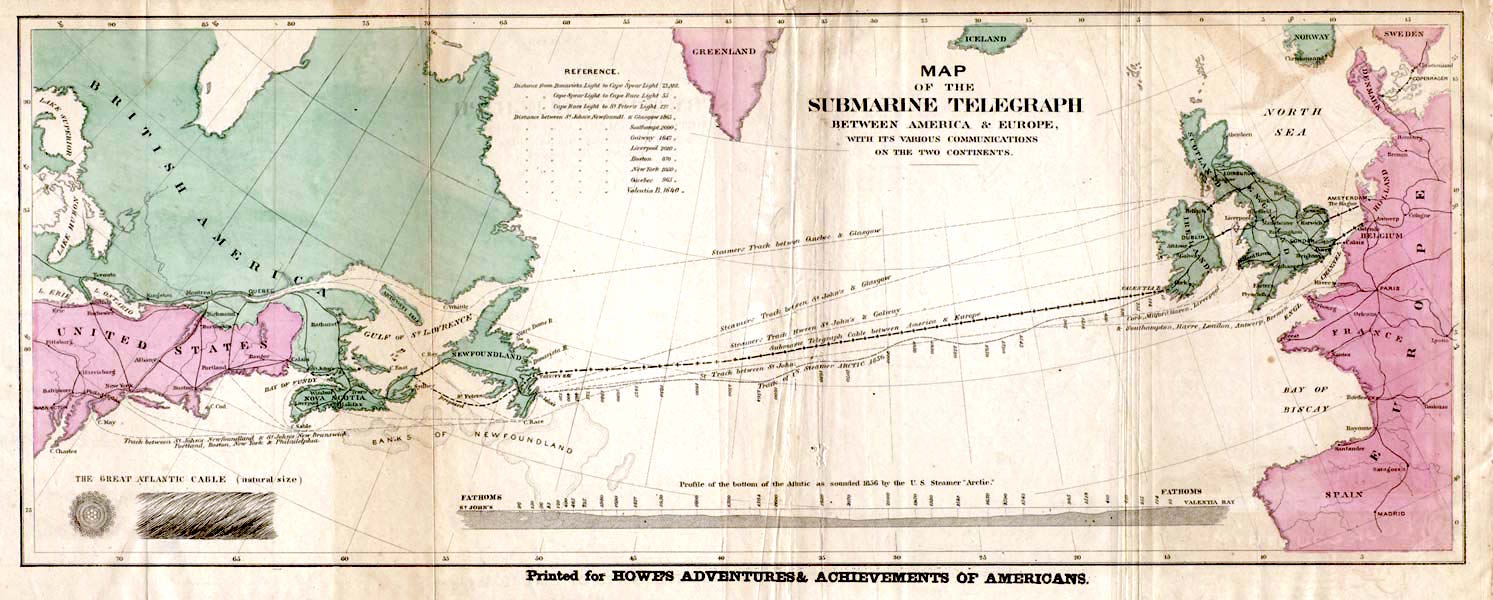
1858年跨大西洋电缆路线图

跨大西洋电报电缆（英语：Trans-Atlantic telegraph cable）是横跨大西洋的海底电缆，用于电报通信。现在，电报已经是一种过时的通信方式，电缆早已退役，但电话和数据仍由其他跨大西洋电信电缆传输。 第一条铺设在大西洋海底的电缆是从爱尔兰西部的瓦伦西亚岛铝箔湾的 Telegraph Field 到纽芬兰东部的 Heart's Content。 第一次通信发生在1858年8月16日，将北美和欧洲之间的通信时间从十天（即通过船传递消息所需的时间）减少到几分钟。 跨大西洋电报电缆已被跨大西洋电信电缆取代。 

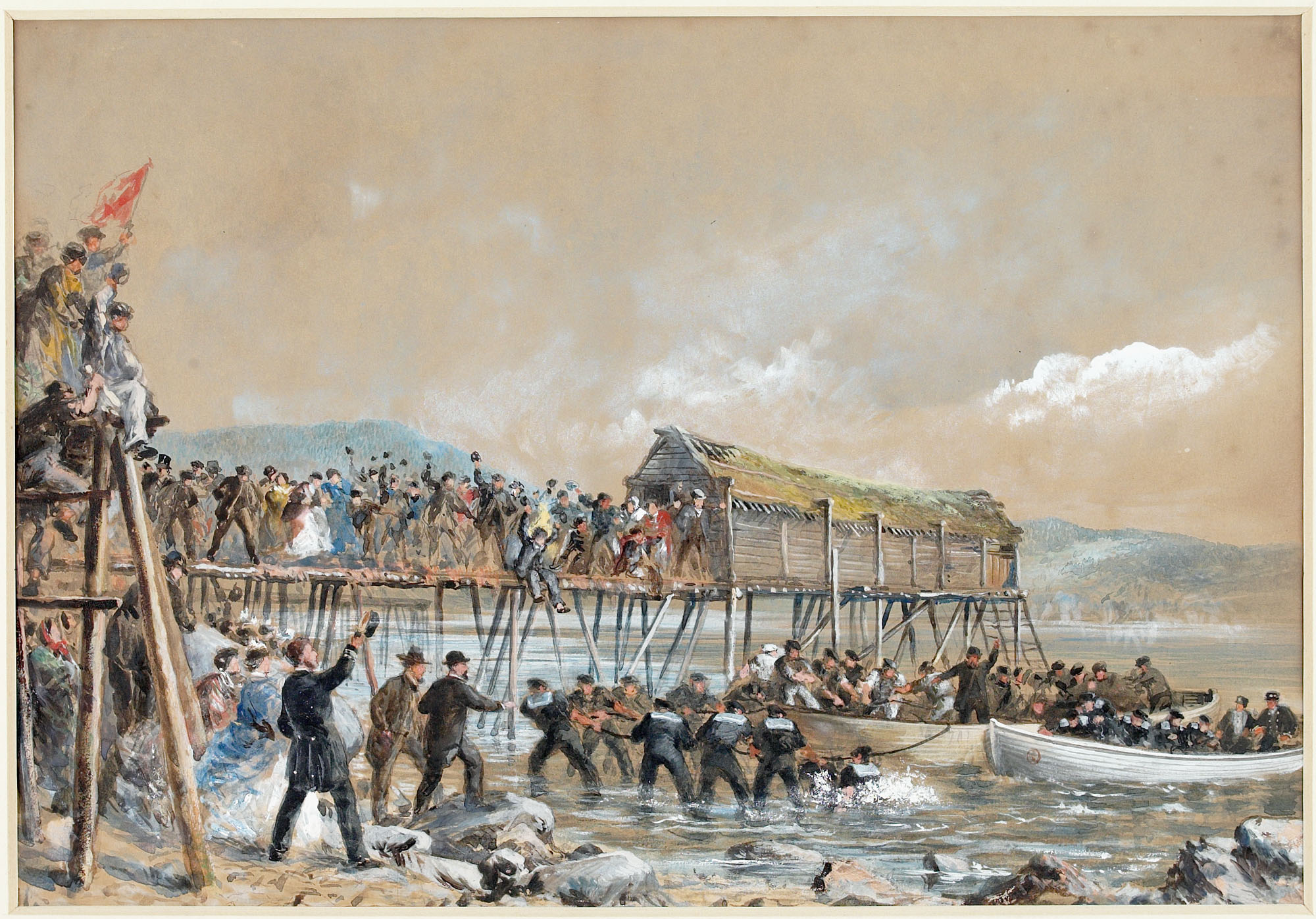
罗伯特·查尔斯·达德利（Robert Charles Dudley）所作的绘画《纽芬兰之心》（Heart's Content，1866）。画中展示了1866年登录时的跨大西洋电缆。

## 早期历史

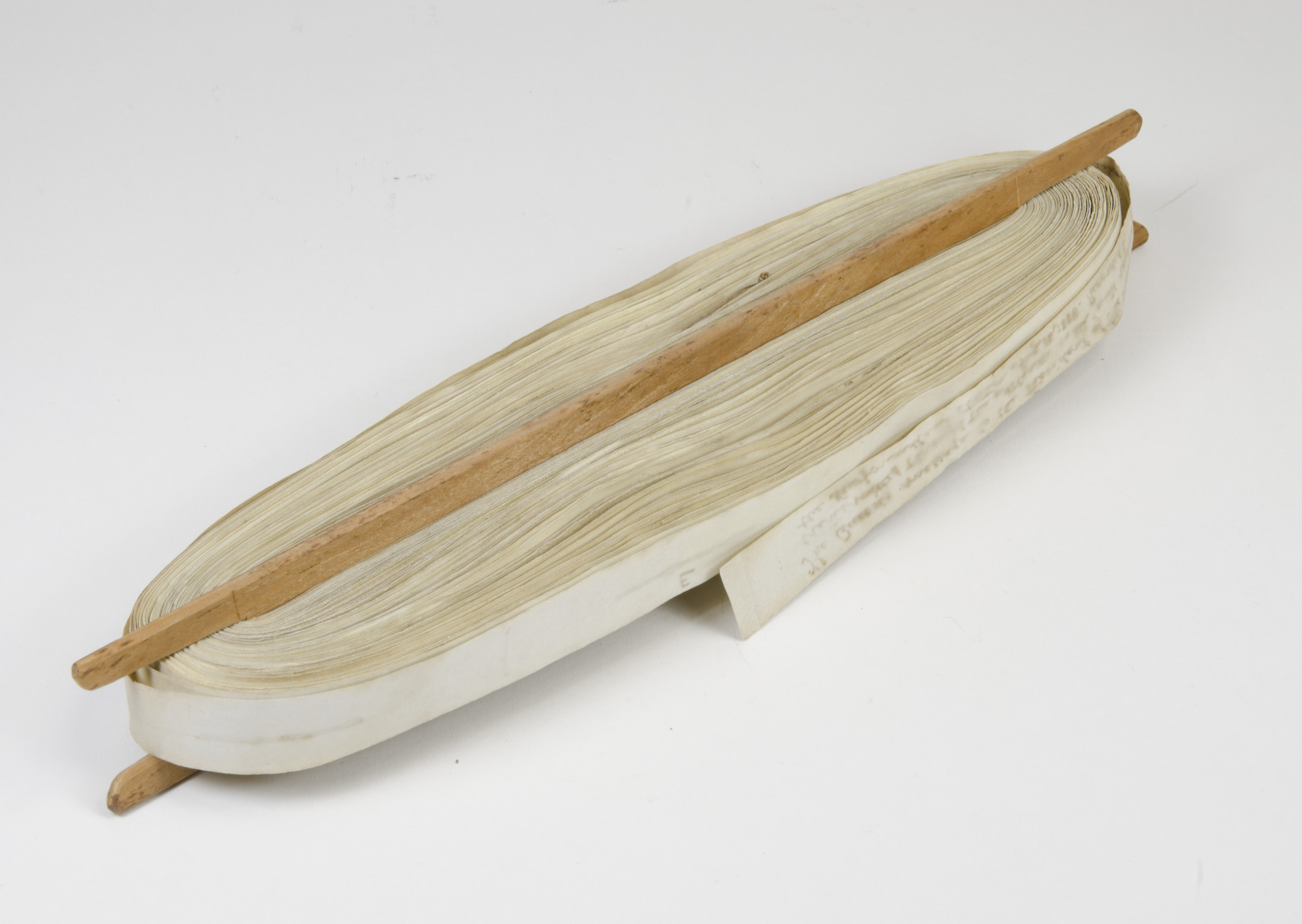
维多利亚女王给詹姆士·布坎南的信息的自动收录录音机

在1840年代和1850年代，包括爱德华·桑顿 和阿隆佐·杰克曼在内的几个人提出或主张修建横跨大西洋的电报电缆。  赛勒斯·西菲尔德和大西洋电报公司支持建造第一条跨大西洋电报电缆。  该项目始于1854年，并于1858年完成。 电缆仅运行了三个星期，但这是第一个产生实际结果的项目。 在两大洲之间传递的第一封官方电报是英国维多利亚女王在8月16日致美国总统 詹姆斯·布坎南的祝贺信。 信号质量迅速下降，使传输速度降低到几乎无法使用的速度。 次月， 怀尔德曼·怀特豪斯向其施加过高电压，同时试图实现更快的运行速度时，电缆被毁。 有人认为，在任何情况下，错误的制造，存储和处理1858电缆都会导致过早损坏。  电缆的快速故障破坏了公众和投资者的信心，并延迟了恢复连接的努力。 1865年进行了第二次尝试，使用了大大改进的材料，并在遇到一些挫折之后，完成了连接并于1866年7月28日投入使用。 事实证明，这种电缆更耐用。 
在第一条跨大西洋电缆之前，欧洲和美洲之间的通信仅通过船进行。 然而，有时严重的冬季暴风雨会使船只延误数周。跨大西洋电缆大大减少了通信时间，允许在同一天内发送消息和回复。 在九年的时间里进行了五次铺设电缆的尝试——一次在1857年，两次在1858年，一次在1865年，一次在1866年。 1866年的电缆和1865年的电缆终于实现了持久的连接，这些电缆由伊桑巴德·金德姆·布鲁内尔的船大东方号维护，詹姆斯·安德森爵士担任船长。  19世纪70年代，人们建立了双工和四工的传输和接收系统，可以在电缆上中继多条信息。   
1873年，1874年，1880年和1894年，在Foilhommerum和Heart‘s Content之间铺设了额外的电缆。 到19世纪末，英国、法国、德国和美国拥有的电缆将欧洲和北美连接成一个复杂的电报通信网络。

## 想法来由
威廉·库克 和查尔斯·惠斯通 于1839年介绍了他们的工作电报 。 早在1840年塞缪尔FB莫尔斯就宣称自己对建立横跨大西洋的海底线路的信念。 到1850年，在英国和法国之间架起了电缆。 同年主教约翰·T·马洛克 ，该负责人罗马天主教会在纽芬兰 ，建议通过从林中的电报线圣约翰到开普敦雷电缆穿过，和圣劳伦斯湾的海角雷新斯科舍省跨越卡博特海峡 。 
大约在同一时间，新斯科舍省的电报工程师弗雷德里克·牛顿·吉斯伯恩 采取了类似的计划。 1851年春，吉斯伯恩从纽芬兰立法机关获得了一笔赠款，并成立了一家公司，开始了固定电话的建设。 1853年，他的公司倒闭，他因欠债而被捕，他失去了一切。 次年，他被介绍给赛勒斯·西菲尔德。 菲尔德邀请吉斯本到他家讨论该项目。 在他的访客看来，菲尔德认为可以将通往纽芬兰的电缆延伸到整个大西洋。 
菲尔德对海底电缆和深海一无所知， 他咨询了莫尔斯以及海洋学权威马修·方丹·莫里中尉。 菲尔兹采用吉斯伯恩的计划作为迈向更大事业的第一步，并促进了纽约，纽芬兰和伦敦电报公司在美洲和欧洲之间建立电报线路。 

## 从圣约翰到新斯科舍
第一步是完成圣约翰和新斯科舍省之间的线路，并于1855年尝试在圣劳伦斯湾的卡博特海峡铺设电缆。 它是从巴洛克式的蒸笼拖板上布置的。 敷设一半电缆时， 大风上升，并且剪断了线，以防止杠铃下沉。 1856年，为此目的安装了汽船 ，并成功铺设了从纽芬兰的雷角到新斯科舍省的阿斯皮湾的线路。 

## 跨大西洋

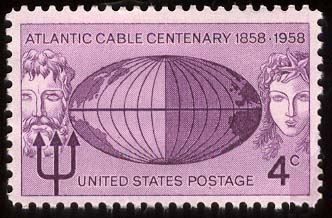
为纪念大西洋电缆百周年而发行的美国邮票

在查尔斯·蒂尔斯顿·布莱特担任总工程师之后，菲尔德指导了越洋电缆的研发工作。 对提议的路线进行了调查，结果表明该电缆是可行的。 通过出售大西洋电报公司的股票从美国和英国筹集资金。 菲尔德本人提供了所需资本的四分之一。 
该电缆由七根铜线组成，每根重 26 千克/公里（每海里 107 磅 ），覆盖三层牙胶 （如乔纳森·纳什·赫德  所建议），并用焦油麻布缠绕，将18股钢绞线的护套（每根7根铁丝）缠绕成紧密的螺旋状。 重约 550 千克/公里（1.1  吨/海里），相对灵活，能够承受几千牛顿 （几吨）的拉力。 它是由两家英国公司（ 格林威治的 Glass，Elliot＆Co . 和 伯肯黑德的 RS Newall and Company ）联合制造的。 在制造后期，发现各个部分是用相反方向绞合的线制成的。 事实证明，把这两个部分连接起来是件简单的事，但在当时似乎被过分夸大了。 
英国政府每年给菲尔德1400英镑（今天13万英镑）的补贴，并借出所需的船只。 菲尔德还向美国政府寻求援助。 授权补贴的法案提交国会 ，受到了贸易保护主义参议员的反对，不过，这项补贴法案在参议院以一票之差获得通过 。 在众议院 ，该法案遭到了类似的抵抗，但最终获得通过，并由富兰克林·皮尔斯总统签署。 
1857年的第一次尝试以失败告终。 敷设电缆的船是改装的战舰HMS阿伽门农号和尼亚加拉号。1857年8月5日，这条电缆在爱尔兰西南海岸克里郡Ballycarbery城堡附近的白海岸开始铺设。  电缆在第一天就断了，但及时进行了修理；但它再次越过了近3200米(2英里)深的“电报高原”时再次发生破损，施工作业被迫搁置了一年。 
第二年夏天，经过比斯开湾的实验， 阿伽门农和尼亚加拉再次尝试。 船只将在大西洋中部相遇，将电缆的两半拼接在一起，阿伽门农向东铺设到瓦伦蒂亚岛，尼亚加拉则向西铺设到纽芬兰 。 6月26日，中间接头做好了，电缆掉了下来。电缆再次断裂，第一次是在不到5.5公里(3海里)之后，第二次是在大约100公里(54海里)之后，第三次是在大约370公里(200海里)的电缆耗尽之后。 
探险队返回了爱尔兰科克郡的皇后镇，并于7月17日再次出发，机组人员对此并不热情。 中间接头于1858年7月29日完成。 这次电缆很容易走线。 尼尼亚加拉于8月4日抵达纽芬兰的三一湾，第二天早上岸端登陆。阿伽门农同样取得了成功。 8月5日，抵达瓦伦蒂亚岛，岸端在奈特斯敦登陆，然后铺设到附近的电缆屋。 

## 首次交流

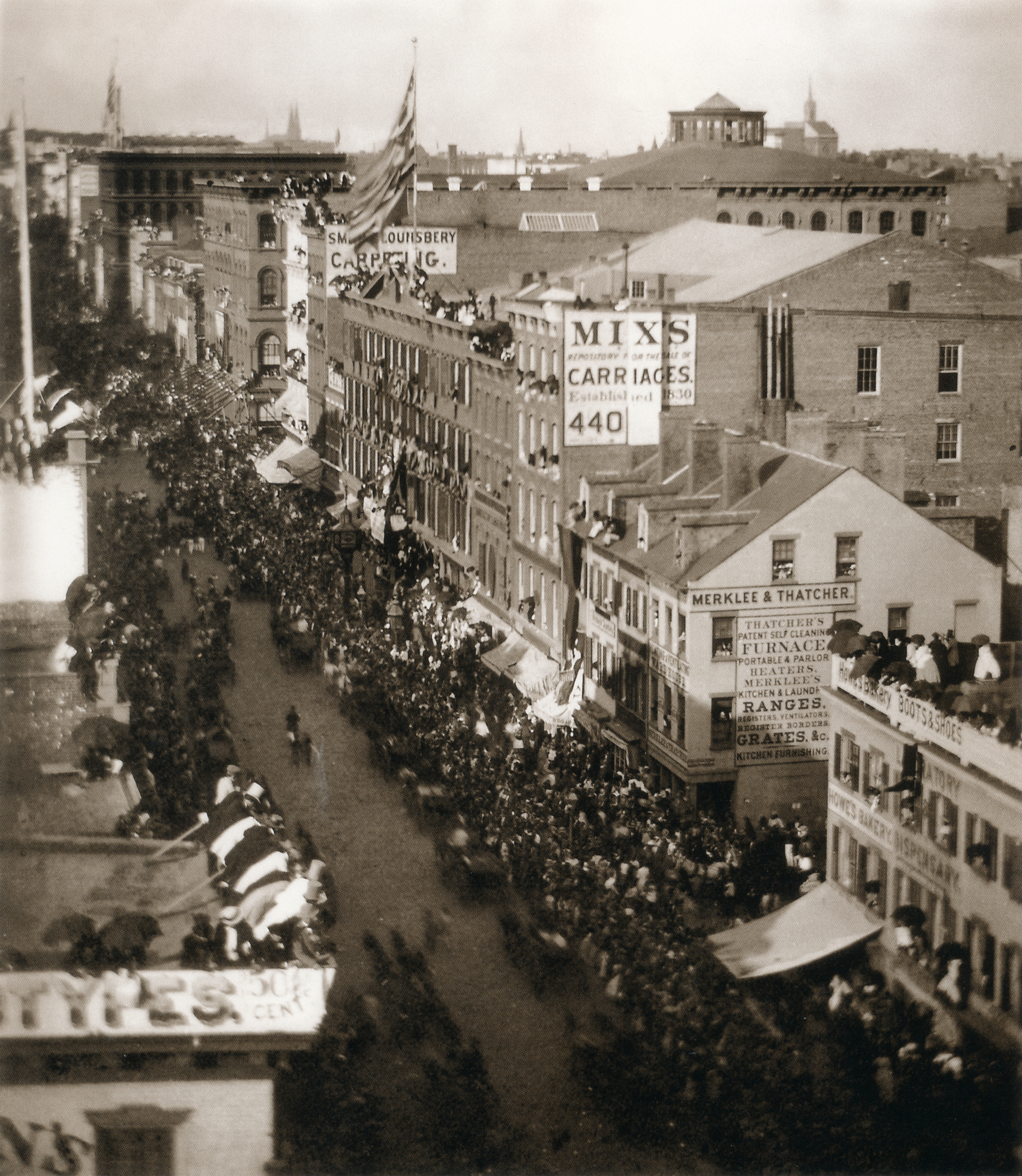
1858年9月1日在百老汇庆祝游行

1858年8月10日，纽芬兰开始发送测试消息。瓦伦西亚于8月12日第一次成功读取消息，纽芬兰于8月13日第一次成功读取消息。随后是进一步的测试和配置消息，直到8月16日，第一条官方信息通过电报发出时：“英国大西洋电报公司的董事们致美国的董事们：欧洲和美国通过电报联合起来。 但愿在天上荣耀归于上帝， 在地上平安归于主所喜悦的人。”    接下来发送的是维多利亚女王对詹姆斯·布坎南总统表示祝贺的电报 ，贺电发往宾夕法尼亚州的贝德福德·斯普林斯酒店，再贺电中，她表示：希望这将证明“两国之间的友谊是建立在他们共同利益和相互尊重基础上的。” 总统回复说：“这是一场更加光荣的胜利，因为它比征服者在战场上所取得的任何胜利都更有益于人类。 愿大西洋电报在上帝的祝福下，成为这两个国家之间永久和平与友谊的纽带，成为神圣眷顾注定要在全世界传播宗教、文明、自由和法律的工具。”  维多利亚女王的98字信息用了16个小时才发送出去。  
这些消息激起了人们的热情。 第二天早晨， 在纽约市响起了100支枪的盛大礼炮，街道上装饰着旗帜，教堂的钟声敲响，到了晚上，这座城市就被照亮了。  9月1日，游行队伍进行了游行，随后是晚上的火炬游行和烟花汇演，在市政厅引发了大火。  布赖特被授予爵士头衔 ，这是电报行业的首项此类荣誉。 

## 故障

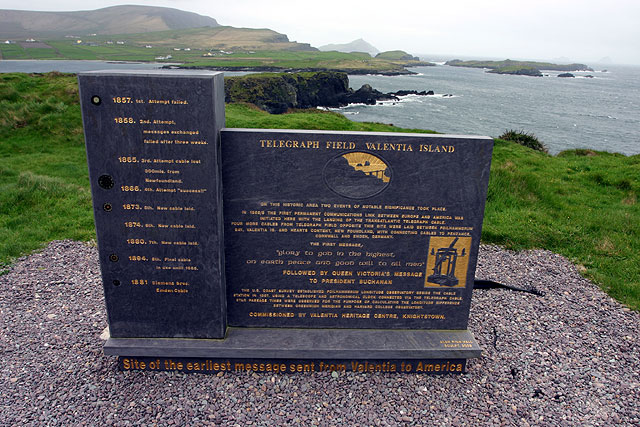
爱尔兰瓦伦西亚岛 《电讯报 专区 ，是从爱尔兰发送到北美的最早的信息站点。 2002年10月，在Foilhomerrum悬崖顶部揭开了纪念跨大西洋通往纽芬兰的电缆铺设的纪念碑。 纪念馆由瓦伦西亚石板制成，由当地雕刻家艾伦·霍尔（Alan Hall）设计， 纪念着该岛自1857年以来电报业的历史。

公司的两位高级电气工程师开尔文勋爵和怀尔德曼博士对电缆的工作方式存在分歧，这使得新电缆的运行模式不确定。 
位于西端的开尔文（Kelvin）认为，仅需使用低电压并检测流出电缆的电流的上升沿即可。一旦这样做，进一步的监视将无济于事（Morse代码使用正电流表示“点”，使用负电流表示“破折号”）。 开尔文（Kelvin）正是为了快速观察电流变化的任务而发明了反射镜振镜 。 
位于电缆东端的怀特豪斯，是公司的首席电工，同是也是医学博士。他拥有的电气知识都是自学成才的。 怀特豪斯（Whitehouse）认为，为了使接收端的电流尽快变化，应该从高压电源（ 感应线圈提供几千伏）驱动电缆。 位置变得更糟，因为每次在东端的反射镜检流计上看到清晰可辨的摩尔斯电码时，怀特豪斯就坚持要断开检流计，并用自己的专利电报记录仪代替，该记录仪的敏感度要低得多。 
电缆处理和设计不当的影响，再加上怀特豪斯（Whitehouse）反复尝试以高压驱动电缆，导致电缆绝缘受到损害。 一直以来，发送消息花费的时间越来越长。 最终，发送半页消息文本需要一天的时间。 
1858年9月，在绝缘层连续几天恶化之后，电缆发生了故障。 对这一消息的反应是巨大的。 一些作家甚至暗示这条线仅仅是个骗局，而另一些人则宣称这是证券交易所的猜测。 在随后的询问中，怀特豪斯博士被认为是造成故障的原因，并且该公司并没有因为雇用没有公认资格的电气工程师而受到批评。 
尽管该电缆从未在公共场合投入使用，并且运作不佳，但仍有时间传递一些超出测试范围的消息。 据报道，8月17日， 库纳德专线船只欧罗巴和阿拉伯之间发生了碰撞。 英国政府利用这一电报，否决了加拿大两个团乘船前往英国的命令，节省了5万英镑。 电缆在失败之前总共传递了732条消息。 
菲尔德对失败毫不畏惧。他急于重做这项工作，但公众对这项计划失去了信心，他为振兴公司所作的努力也是徒劳的。直到1864年，在托马斯·布拉西和约翰·彭德的帮助下，他才成功地筹集到了必要的资金。  Glass，Elliot和Gutta-Percha公司合并组成电报建设和维护公司（Telcon， BICC的后一部分），该公司负责制造和铺设新电缆。 C.F. Varley取代Whitehouse担任首席电工。 
与此同时，长长的电缆被淹没在地中海和红海中。 凭着这一经验，他们设计了一种改进的电缆。 由七股每海里重300磅（73公斤/公里）的超纯铜绞合线组成，涂上查特顿化合物，然后覆盖四层杜仲胶，再与四层薄薄的化合物交替粘合，使绝缘体的重量达到400磅/海里（98公斤/公里）。芯部覆盖着浸在防腐剂溶液中的大麻，在大麻上缠绕着伯明翰Hay Mills的Webster&Horsfall有限公司生产的18根单股高强度钢丝，每一股都覆盖着浸泡在防腐剂中的马尼拉细丝。新电缆的重量为每海里（980 kg / km）35.75长百英磅（4000 lb），几乎是旧电缆的两倍。Haymills工厂在11个月内成功生产了30,000英里（48,000公里）的电线（1600吨），由250名工人生产。 

## 电缆修复
破损电缆地修复需要精心设计。首先，通过测量断开电缆的电阻来确定断开的近似距离，然后将修理船航行到对应地点。使用钩子钩住电缆，拖到船上测试其电气连续性。部署浮标以标记好电缆的两端，并在两端之间进行拼接。  

## 大东方号

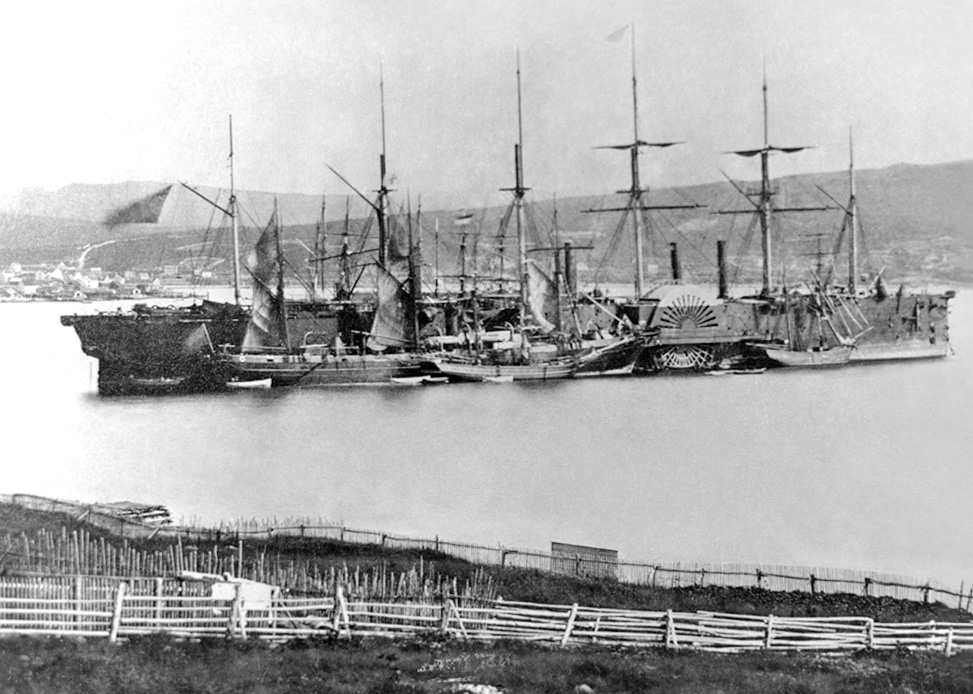
大东方号

新电缆由詹姆斯安德森爵士率领的大东方号船铺设。  这艘巨大的船体安装了三个铁罐，可容纳2300海里(4300公里)的电缆，甲板上配备了放缆装置。1865年7月15日中午，大东方号离开诺尔河前往瓦伦蒂亚岛的弗伊尔霍默勒姆湾，那里的岸端是卡罗琳铺设的。 7月31日，这一尝试失败了，在铺设了1062英里(1968公里)后，电缆在靠近船尾的地方折断，一端丢失了。 
大东方又回到了英国，在那里菲尔德又发布了一份招股说明书，并组建了英美电报公司 ，以铺设新电缆并完成折断的电缆。 1866年7月13日， 大东方再次外出作业。 7月27日星期五晚上，尽管遭遇了恶劣天气，但探险队在浓雾中到达了Heart's Content。 第二天早上9点 来自英国的一则消息援引《泰晤士报》 领导人话说：“这是一项伟大的工作，是我们时代和国家的荣耀，实现这一目标的人应该在他们的种族捐赠者中获得荣誉。” 祝贺纷至沓来，维多利亚女王和美国之间再次互发了友好的电报。 

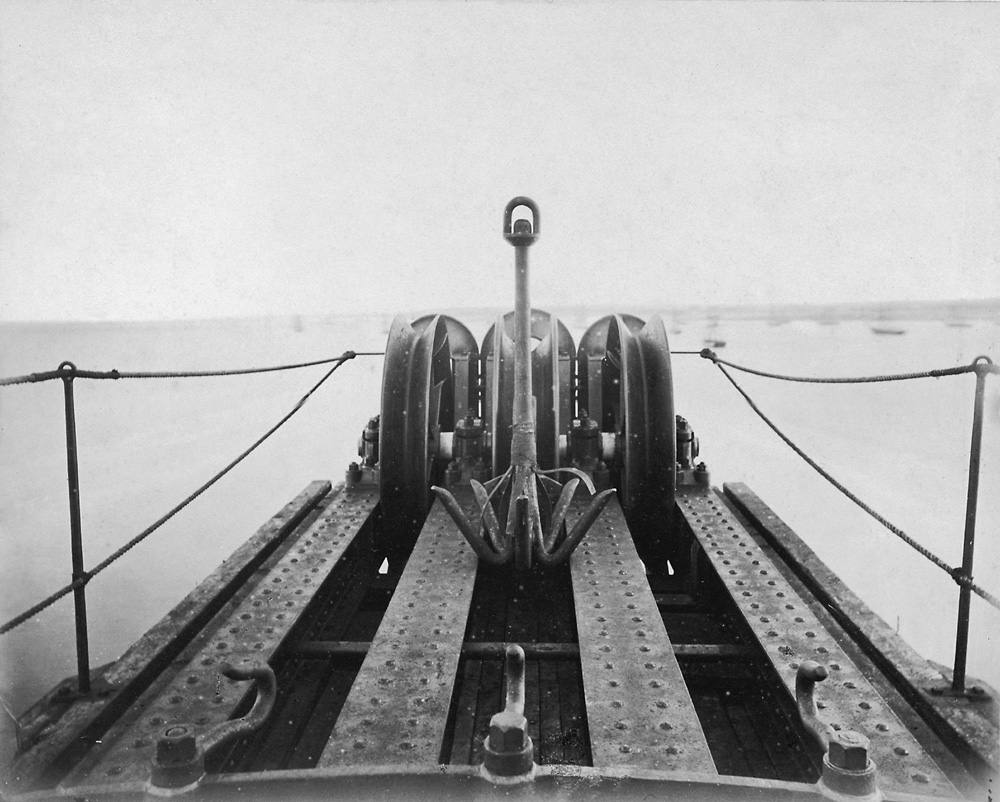
用于提升电缆的抓钩

1866年8月，包括大东方在内的几艘船再次入海，以应对1865年丢失的电缆。 他们的目标是找到丢失的电缆的末端，将其拼接到新电缆上，并完成到纽芬兰的运行。  他们决心找到它，而他们的搜索完全基于“主要由RN的Moriarty上尉”记录的位置，该位置将丢失的电缆的末端置于经度38°50'W。 
有一些人认为尝试是没有希望的，他们宣称，在2.5英里(4.0公里)以下找到一根电缆就像在大海捞针。 然而，罗伯特·哈尔平驾驶“英国皇家海军”号(HMS)艰难地将奥尔巴尼号(Albany)船驶向了正确的位置。  奥尔巴尼在一根粗壮的绳子的末端用一个五爪钩子“钓鱼”丢失的缆绳。突然，8月10日，奥尔巴尼号“抓住”了电缆，并将其带到了水面。这似乎是一个不切实际的简单成功，结果就是这样。晚上，电缆从固定的浮标上滑了下来，整个过程不得不重新开始。这种情况又发生了好几次，电缆在与波涛汹涌的海上进行了令人沮丧的战斗后滑落。有一次，一个水手甚至被抛到甲板上，这时绞索啪的一声，向后退去。“大东方”号和另一艘格斗船“梅德韦”号12日抵达，加入搜寻行动。 直到两个多星期后，也就是1866年9月初，电缆才最终被找回，以便进行施工；花了26个小时才将其安全送上大东方号。 电缆被送到电工的房间，在那里确定电缆连接妥当。当火箭升空照亮大海时，船上所有人都欢呼或哭泣。 然后把找回的电缆接在船舱里的一条新电缆上，并支付给纽芬兰，她于9月7日(星期六)抵达那里。现在那里有两条正常工作的电报线路。 

## 通讯速率
最初，消息是由操作员发送摩尔斯电码发送的。 1858电缆的接收效果很差，只用了两分钟就发送了一个字符（一个字母或一个数字），尽管使用了当时的一项新发明——高灵敏度镜振计 ，传输速率仍只能达到约为每分钟 0.1个单词 。  
1858电缆上的第一条消息花费了17个小时以上才得以传输。  对于1866年的电缆，电缆的制造方法以及发送消息的方法已得到了极大的改进。 1866电缆每分钟可以传输8个字 ——比1858电缆快80倍。 奥利弗·亥维赛和米海洛·卜平在随后的几十年中了解到，电缆的带宽会受到电容性电抗和电感性电抗之间的不平衡的阻碍，从而导致严重的色散 ，进而导致信号失真（参阅电报员方程 ）。 这必须通过铁带或负载线圈解决。 直到20世纪，跨大西洋电缆的消息传输速度才达到每分钟120字。 尽管如此，伦敦已成为世界电信中心。 最终，至少有十一条电缆从兰兹角附近的波斯科诺电缆站辐射出来，并与他们的联邦联系起来，连接了全世界。 

### 中继器
最初的电缆未安装中继器 ，因为中继器没有实际的供电方式， 中继器会一直放大信号。随着技术的进步，中继器地生产成为可能。1956年，诞生了第一条带有中继器的跨大西洋电缆 TAT-1 。 

## 影响
2018年《 美国经济评论 》（ American Economic Review）的一项研究发现，跨大西洋电报大大增加了大西洋上的贸易并降低了价格，该研究估计：电报的效率提高相当于出口价值的8%。